# AS Indenié Abengourou
Association Sportive Indenié d'Abegourou, auch bekannt als ASI Abengourou, ist ein ivorischer Fußballverein aus Abengourou. Aktuell spielt der Verein in der zweiten Liga des Landes, der Ligue 2.

## Erfolge
- Ivorischer Pokalsieger: 1988
- Ivorischer Pokalfinalist: 2011
- Ivorischer Ligapokalsieger: 2016/17

## Stadion

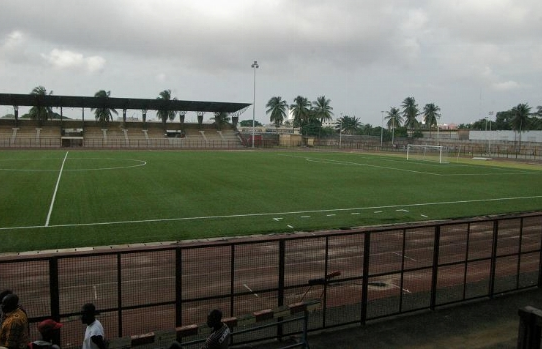
Stade Robert Champroux

Der Verein trägt seine Heimspiele im Stade Robert Champroux in Abidjan aus. Das Stadion hat ein Fassungsvermögen von 20.000 Personen.

## Trainerchronik
| Trainer      | Nation         | von            | bis           |
| ------------ | -------------- | -------------- | ------------- |
| Rigo Gervais | Elfenbeinküste | 1. Juli 2015   | 30. Juni 2016 |
| Firmin Koffi | Elfenbeinküste | 9. Januar 2018 |               |